# Armise järv
Armise järv är en sjö i Estland.   Den ligger i landskapet Ida-Virumaa, i den östra delen av landet, 150 km öster om huvudstaden Tallinn. Armise järv ligger 50 meter över havet.  I omgivningarna runt Armise järv växer i huvudsak blandskog.